# Detlef
Detlef bzw. Detlev ist ein männlicher Vorname mittelniederdeutscher Herkunft. Er gehörte in den Jahren 1935 bis 1965 zu den beliebtesten Vornamen in Deutschland, kam aber seitdem weitgehend außer Gebrauch.
Namenstag ist, soweit nicht anders angegeben, der 23. November.

## Herkunft und Bedeutung
Der Name bedeutet „Sohn des Volkes“ oder „der im Volk lebende“ und ist aus den mittelniederdeutschen Wörtern dêt, deit und lêv, lêf zusammengesetzt, was wiederum vom altsächsischen thioda ‚Volk‘ und lêva ‚Sohn, Nachkomme‘ stammt.

## Varianten
Es gibt diverse Schreibweisen, wobei jedoch Detlef oder Detlev die gebräuchlichsten sind.
Auch bekannt sind:
- Dethlef
- Detleff
- Dettlef
- Dettlev
- Dietlieb
- Dietleib (hochdeutsch)
- Delf (Kurzform)
- Tjalf (friesische Kurzform)
- Deetleff (ostfriesisch)
- Detleph (englisch)
- Detlof (schwedisch oder allgemein skandinavisch)
- Tjellef (süddänisch)[2]

## Bekannte Namensträger

### Detlef
- Detlef Bartvogt (1944–2019), deutscher Brigadegeneral
- Detlef Buch (* 1974), deutscher Offizier, Militärsoziologe und Autor
- Detlef Diederichsen (* 1960), deutscher Journalist und Musiker
- Detlef Dzembritzki (* 1943), deutscher Politiker (SPD)
- Detlef von Gadebusch (* vor 1219; † nach 1244; auch Dethlev oder Thethlev) Herr von Lositz (Loitz) war ein Ritter in mecklenburgischen Diensten
- Detlef Gaedt (1938–2005), deutscher Unternehmer
- Detlef Hofmann (* 1963), deutscher Kanute
- Detlef Horster (* 1942), deutscher Soziologe
- Detlef Jahn (* 1956), deutscher Politologe
- Detlef Jessen-Klingenberg (* 1970), deutscher Architekturhistoriker
- Detlef Keller (* 1959), deutscher Musiker
- Detlef Kirchhoff (* 1941), deutscher Politiker
- Detlef Kirchhoff (* 1967), deutscher Ruderer
- Detlef Kleinert (1932–2016), deutscher Rechtsanwalt und Politiker
- Detlef Krauß (1934–2010), deutscher Rechtswissenschaftler
- Detlef Kübeck (* 1956), deutscher Leichtathlet
- Detlef Kuhlmann (* 1954), deutscher Sportpädagoge und Hochschullehrer
- Detlef Kulman (* 1941), deutscher Slawist, Bibliothekar und Ministerialbeamter
- Detlef Lingemann (* 1954), deutscher Diplomat
- Detlef Lins (* 1965), deutscher Politiker (CDU), Bürgermeister von Sundern
- Detlef Lotze (1930–2018), deutscher Althistoriker
- Detlef Macha (1958–1994), deutscher Radrennfahrer
- Detlef Matthiessen (* 1954), deutscher Politiker (GRÜNE)
- Detlef Merten (* 1937), deutscher Rechtswissenschaftler
- Detlef Michel (* 1955), deutscher Leichtathlet
- Detlef Musch (* 1970), deutscher Basketballspieler
- Detlef Parr (* 1942), deutscher Politiker (FDP)
- Detlef Pirsig (1945–2019), deutscher Fußballspieler und Trainer
- Detlef Rößler (1942–2013), deutscher Archäologe
- Detlef Schmidt (* 1944), deutscher Manager
- Detlef Schmidt (* 1945), deutscher Heimatforscher
- Detlef Schößler (* 1962), deutscher Fußballspieler
- Detlef Schrempf (* 1963), deutscher Basketballer
- Detlef von Schwerin (* 1944), deutscher Historiker und Polizeipräsident
- Detlef Siegfried (* 1958), deutscher Neuzeithistoriker
- Detlef Sierck (1897–1987), deutsch-amerikanischer Film- und Bühnenregisseur
- Detlef Soost (* 1970), deutscher Choreograf
- Detlef Steves (* 1969), deutscher Reality-TV-Teilnehmer und ehem. Gastronom
- Detlef Stöcker (* 1963), deutscher Autor
- Detlef Stoffel (* 1950), deutscher Aktivist der Lesben- und Schwulenbewegung
- Detlef Thorith (1942–2019), deutscher Leichtathlet
- Detlef Ultsch (* 1955), deutscher Judoka
- Detlef Weigel (* 1961), deutsch-amerikanischer Biologe
- Detlef Zinke (1947–2022), deutscher Kunsthistoriker

#### Pseudonym
- Karl Detlef, Pseudonym von Klara Bauer (1836–1876), Romanschriftstellerin

### Detlev
- Detlev Buck (* 1962), deutscher Schauspieler und Regisseur
- Detlev Dammeier (* 1968), deutscher Fußballspieler
- Detlev Eckstein (* 1949), deutsch-österreichischer Schauspieler
- Detlev Fröhlich (* 1953), deutscher Sanitätsoffizier im Generalsrang
- Detlev Kittstein (1944–1996), deutscher Feldhockeyspieler
- Detlev Lais (1911–1978), deutscher Saxophonist und Schlagersänger
- Detlev von Liliencron (1844–1909), deutscher Dichter
- Detlev Mohr (* 1954), deutscher Physiker, Wasserretter, DLRG-Vizepräsident
- Detlev Redinger (1949–2024), deutscher Schauspieler
- Detlef Reventlow (1600–1664), dänischer Geheimer Rat und Deutscher Kanzler
- Detlev Rohwedder (1932–1991), deutscher Manager und Politiker
- Detlev von Ahlefeldt (Haseldorf) († 1599), Herr auf Osterrade und Haseldorf
- Detlev von Ahlefeldt (1612–1686), Herr auf Haseldorf, Haselau und Kaden
- Detlev von Ahlefeldt (1617–1686), dänischer Offizier, Diplomat und Schriftsteller
- Detlev von Ahlefeldt (1633–1667), Domherr des Lübecker Doms
- Detlev von Ahlefeldt (1747–1796), dänischer Kammerherr und Landrat
- Detlev Friedrich von Ahlefeldt (1686–um 1745), Erbherr auf Brodau und dänischer Generalmajor
- Detlev Siegfried von Ahlefeldt (1658–1714), Herr auf Brodau und Landrat
- Detlev von Reventlow (Bischof) (um 1485–1536), Bischof von Lübeck
- Detlev von Reventlow (Propst) (1654–1701), Propst in Preetz und Schleswig
- Detlev von Reventlow (1712–1783), schleswig-holsteinischer Ritter, dänischer Graf und Staatsmann
- Detlev von Reventlow (Landrat) (1876–1950), deutscher Verwaltungsjurist und Verbandsfunktionär
- Detlev Schönauer (* 1953), deutscher Kabarettist, Journalist und Autor
- Detlev Sternberg-Lieben (* 1950), deutscher Rechtswissenschaftler und Hochschullehrer

## Stereotype Verwendung
Gelegentlich, besonders in Witzen, wird der Name Detlev (etwa wie „Deetleew“ auszusprechen, was andererseits in Schleswig-Holstein die normale Aussprache ist) als meist abwertende Bezeichnung für schwule Männer verwendet. Ursprünglich stammt dies aus dem Soldatendeutsch der Bundeswehr und wird in dieser Bedeutung vom Lexikographen Heinz Küpper ab dem Jahre 1965 datiert.
1969/1970 erschien die Hörspiel-Langspielplatte Ach duuu … – Musikalische Schwärmerei nach Noten vom Travestiekünstler Marcel-André, auf der er seinen Freund Detlef in eine Travestiebar schleppt. Dieser ist zwar heterosexuell, aber das „Deetleef“ zieht sich über die ganze Spielzeit.
In den 1970ern folgte eine ganze Palette von Detlev-Nummern, angefangen vom Düsseldorfer Karnevalisten Friedhelm Riegel mit Hallo Detlev, hallo Mädels, huuuch … bis zu einer ganzen Plattenserie unter dem Pseudonym „Detlev“ zwischen 1974 und 1980, die teilweise auf Parodien bekannter Hits beruhten. Die erste und bis heute bekannteste Nummer So schwul kann doch kein Mann sein ist eine Parodie des Gitte-Hænning-Hits So schön kann doch kein Mann sein. Hinter Detlev standen der Produzent Gerhard Kämpfe und der Arrangeur Alexander Gordan, der auch selbst sang, nachdem keiner der sich vorstellenden Interpreten aus der Schwulenszene „schwul genug“ sang. Gerhard Kämpfe bedauert sehr, dass diese Schlagerparodien wegen der darin enthaltenen Klischees das Coming-out erheblich erschweren konnten und auch Leute mit dem Vornamen Detlev nicht immer ein leichtes Los mit ihrem Namen hatten: „So war’s nicht gemeint.“
In den 1970ern wurden infolgedessen Herrenhandtaschen auch als Detlevtäschchen oder Detlevschleuder bezeichnet.
Das Stereotyp wurde weiter verstärkt durch den 1978 erschienenen biografischen Drogenszene-Roman Wir Kinder vom Bahnhof Zoo und dessen Verfilmung aus dem Jahre 1981. Christianes Freund, der sich als Stricher sein Geld verdiente, hieß Detlef. Unabhängig davon veröffentlichte die Neue-Deutsche-Welle-Sängerin Ixi im Jahre 1982 ihre schon vor dem Film getextete Debütsingle Detlev [ich bitte dich, geh’ doch für mich auf den Strich], eine humoristisch-freche, die normale Welt umdrehende Bitte, welche wegen dieser Zeile fast nie im Radio gespielt wurde.
Andere des Öfteren in diesem Sinne verwendete Vornamen sind Olaf und Egon.